# Jardin naturel Pierre-Emmanuel (Paris)
Le jardin naturel Pierre-Emmanuel est un jardin public du 20e arrondissement de Paris.

## Situation et accès
Le jardin est situé au pied du cimetière du Père-Lachaise, accessible par la rue de Lesseps ou la rue de la Réunion.
Ce site est desservi par la ligne 2 à la station de métro Alexandre Dumas.

## Origine du nom
Le jardin rend hommage à Pierre Emmanuel (1916-1984), un poète et écrivain français, membre de l’Académie française, dont la tombe se trouve au Père-Lachaise.

## Historique
Créé en 1995 à la suite d'un concours remporté par les paysagistes Agnès Bochet et Laurent Gérard, le square s'étend sur 6 300 m2/6 500 m2. 
Ce jardin parisien n'est pas comme les autres squares : à l'instar du " jardin sauvage " du Jardin des plantes, il est planté de végétaux sauvages caractéristiques de différents milieux naturels d'Île-de-France et ses prairies ne sont fauchées que deux ou trois fois par an, mais contrairement à son homologue, il est ouvert tous les jours au public, sans rendez-vous. Il s'agit d'une véritable réserve de biodiversité dont la mare accueille grenouilles, nénuphars et tritons.

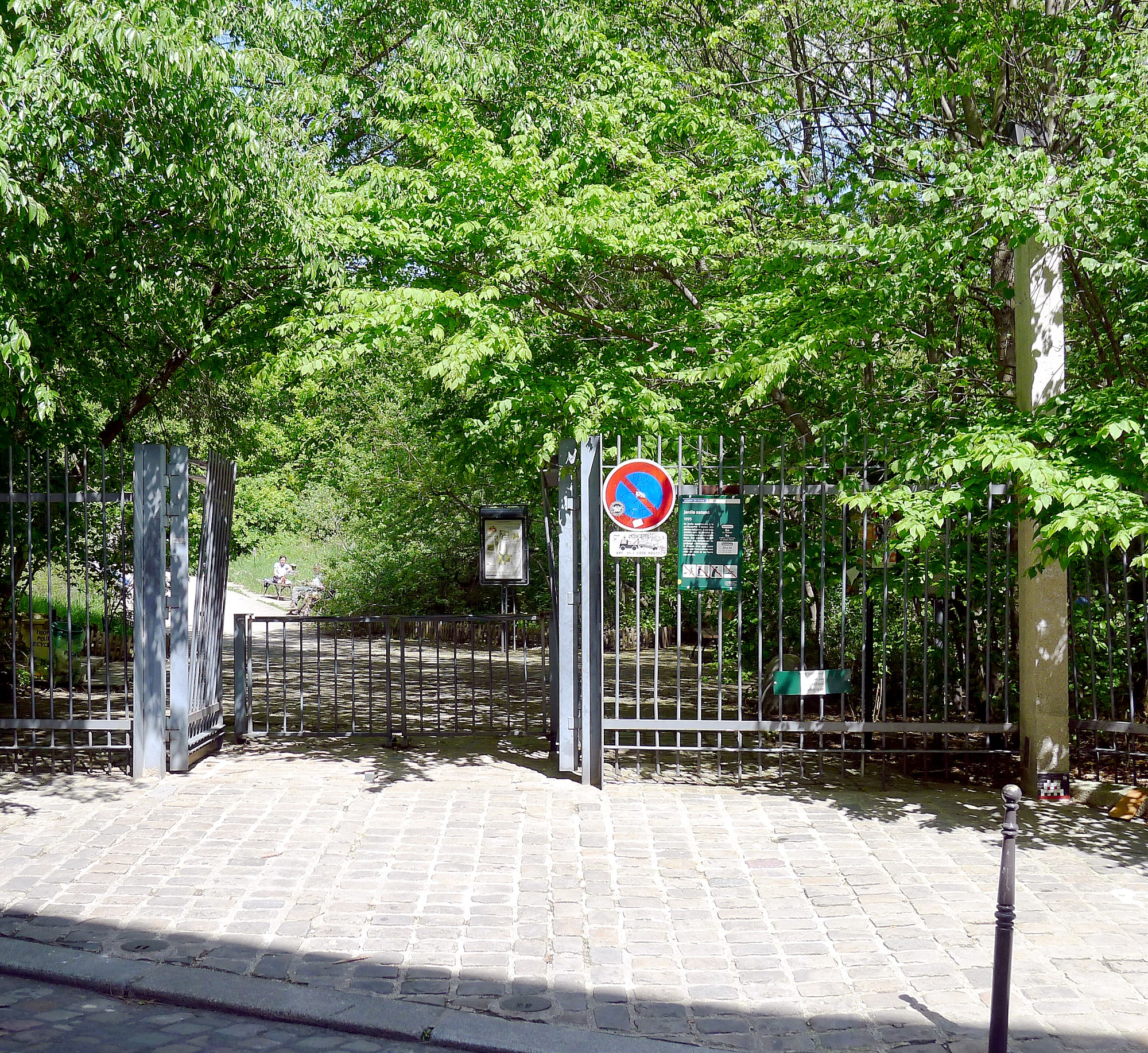
Entrée du jardin, rue de la Réunion.
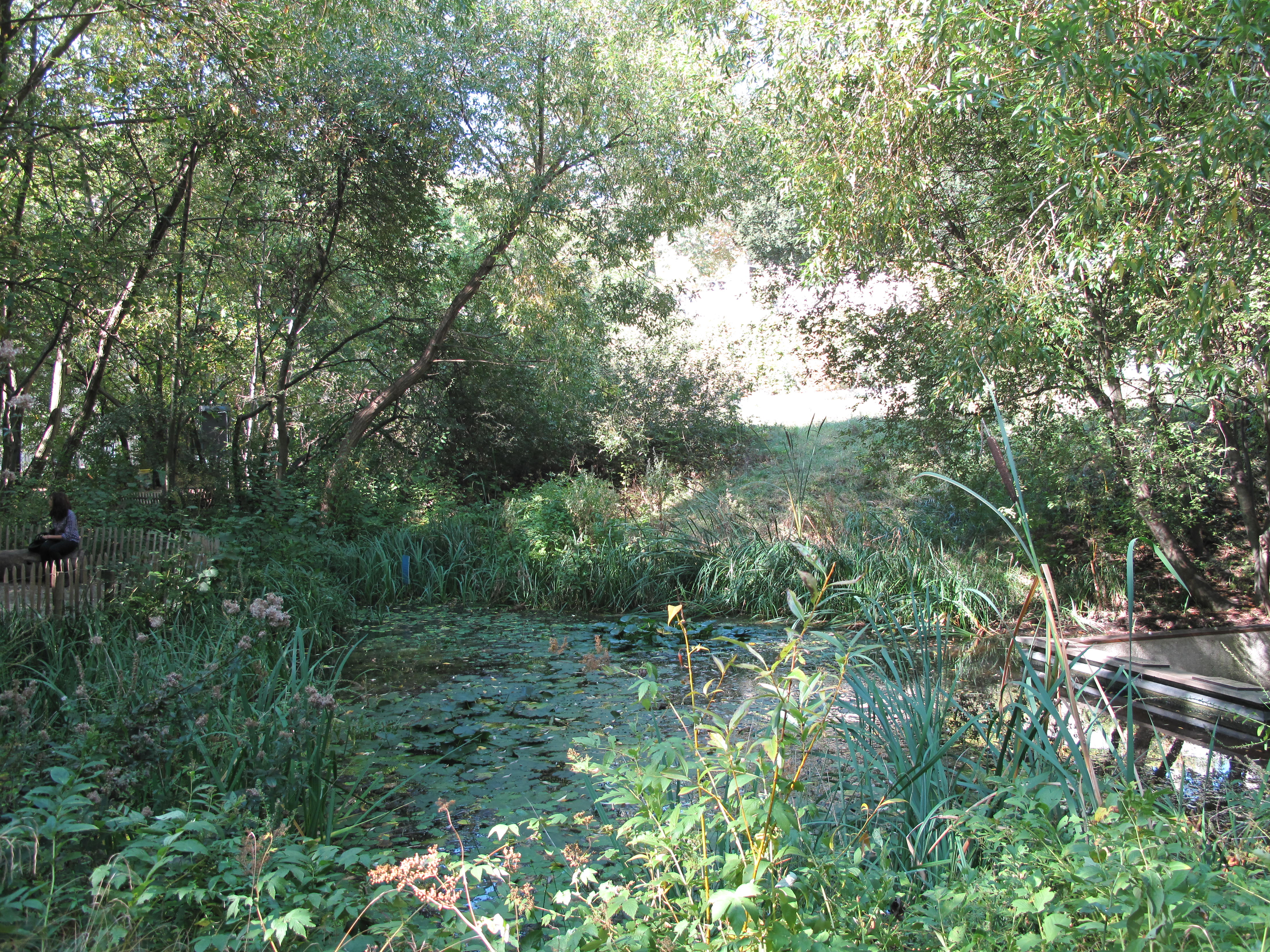
Mare.
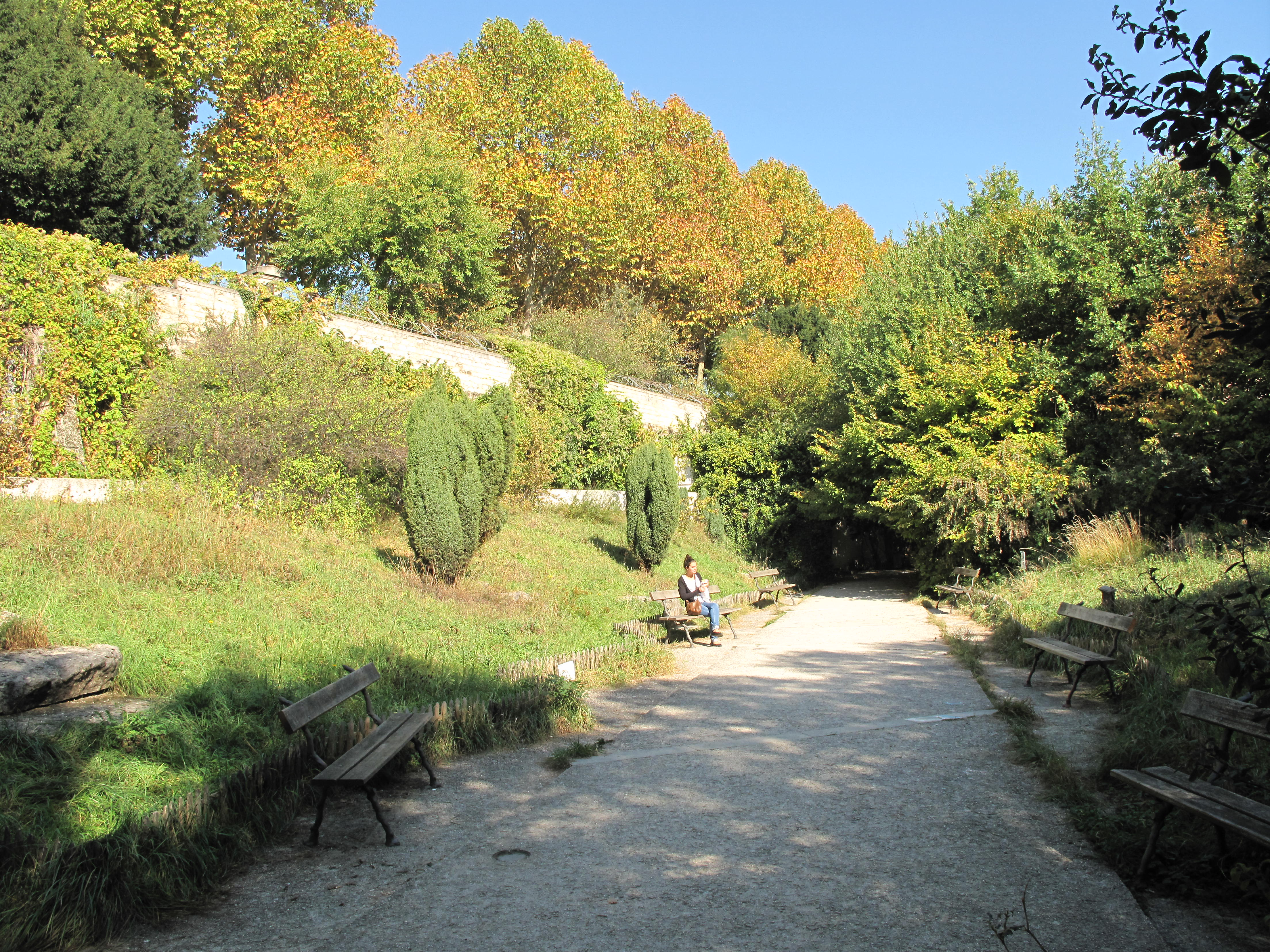
Allée.